# Zilch (musikgrupp)
Zilch (ibland stiliserad zilch eller Z.I.L.C.H.) var en amerikansk alternativ rock/industrirock-grupp som grundades 1996 av Hideto "Hide" Matsumoto (från X Japan), Ray McVeigh (från The Professionals), Paul Raven (från Killing Joke), Joey Castillo (från Danzig och Queens of the Stone Age) och I.N.A. (från hide with Spread Beaver).
Innan gruppen hann ge ut sitt första album, 3.2.1. (1998), dog frontmannen Hide. Bandet fortsatte dock att spela. De gav ut ett remixalbum, Bastard Eyes, baserat på det första albumet, med hjälp från flera gästartister, och ett album till, Skyjin (2001).

## Diskografi
Studioalbum
- 3.2.1. (23 july 1998)
- Bastard Eyes (3 mars 1999)
- Skyjin (1 september 2001)

Singlar
- "Mimizuzero" (28 february 2001)
- "Charlies Children" (2001)